# یولیا کلبرگر
یولیا کُلبرگر (لهستانی: Julia Kolberger؛ زادهٔ ۱۹۷۸) بازیگر و کارگردان فیلم اهل لهستان است. وی دانش‌آموختهٔ مدرسه ملی فیلم ووچ و فرزند بازیگران لهستانی کشیشتف کلبرگر و آنا رومانتوفسکا است.
از فیلم‌هایی که وی در آن‌ها نقش داشته است، می‌توان به کارگزار من، منم، دزد و بچه‌ها و ماهی اشاره نمود.